# Behind the screen (muurschildering)
Behind the screen is een artistiek kunstwerk In Amsterdam Nieuw-West.

Het werk bestaat uit een huizenhoge muurschildering op een wederopbouwflat op de kruising Nicolaas Ruychaverstraat (38-40) en Willem Baerdesenstraat, dan eigendom van Woningcorporatie Eigen Haard. Kunstenaar Oxenmystic mocht in 2021 de muurschildering zetten in het kader van kunstproject Privacy Project, deels bekostigd door gemeente Amsterdam en met medewerking van Street Art Museum Amsterdam (SAMA). De van oorsprong Belgische kunstenaar wilde met de muurschildering, waarop mensen met een diverse etnische achtergrond, weergeven, dat we allemaal met elkaar verbonden zijn, maar daar individuele invulling aangeven. Als onderwerp daarin gaf ze de smartphone; iedereen kijkt erop met zijn eigen bedoelingen, maar toch vaak ook legt het apparaat contact met anderen. Zelf omschreef ze de achtergrond van het werk als volgt: 
een conversatie/discussie te starten, mensen te laten stilstaan, kijken en zich vragen te laten stellen bij wat ze zien
De titel zelf staat ook op een smartphone afgebeeld en het werk is linksonder “ondertekend”. Oxenmystic is artiestennaam van de in Gent geboren Martje Rullens, die vanaf 2018 in (gids voor street art) en vanuit Rotterdam werkte.
Het woonblok bestaat uit een galerijwinkel aan de Nicolaas Ruychaverstraat met daarboven woningen met een ingang aan de Burg Röellstraat; een creatie van Cornelis Wegener Sleeswijk van rond 1958/1959. Dit blok woningen, dat alhier nog het enige stuk resterende dijklichaam van de Burg Röellstraat laat zien, heeft een blinde gevel aan die Willem Baerdesenstraat. Deze gevel bestaat origineel uit een geheel donkerbruin bakstenen wand met als enige reliëf daarin een uitpandige schoorsteen. Aan de andere zijde van de flat is de muurschildering Memories (2019) van Bastardilla te vinden